# Morning Glory (película de 2010)
Morning Glory (Un despertar glorioso en Hispanoamérica) es una  película estadounidense de comedia estrenada el 12 de noviembre de 2010 en los Estados Unidos, dirigida por Roger Michell y escrita por Aline Brosh McKenna. Está protagonizada por Harrison Ford, Rachel McAdams, Jeff Goldblum, Diane Keaton y Patrick Wilson.

## Sinopsis
Para Becky Fuller (Rachel McAdams), una responsable y eficiente productora de televisión que acaba de ser despedida, producir un programa de televisión en Nueva York, aunque sea el peor noticiero de la ciudad, se presenta como la gran oportunidad que siempre soñó… hasta que los conductores estrella, el difícil Mike Pomeroy (Harrison Ford) y Colleen Peck (Diane Keaton) se declaran la guerra durante las transmisiones. Hacer que el programa funcione con un elenco de personajes excéntricos y puntos de vista escandalosos requerirá un milagro enorme, pero Becky está lista para crecer y deslumbrar.

## Reparto
- Rachel McAdams como Becky Fuller.
- Harrison Ford como Mike Pomeroy.
- Diane Keaton como Colleen Peck.
- Jeff Goldblum como Jerry Barnes.
- Patrick Wilson como Adam Bennett.
- Patti D'Arbanville como Sra. Fuller, madre de Becky